# Silences d'État
Silences d'État est un téléfilm français réalisé par Frédéric Berthe et diffusé le 17 mai 2013 sur France 2.

## Synopsis
Claire Ferran et Nicolas Malisewski enquêtent sur le suicide d'un ministre français.

## Fiche technique
- Réalisation : Frédéric Berthe
- Scénario : Raphaëlle Bacqué et Nicolas Kieffer
- Production : Zadig Productions et Bruno Nahon

## Distribution
- Rachida Brakni : Claire Ferran
- Thierry Neuvic : Nicolas Malisewski
- Richard Berry : Jacques Rohmerieu, le président
- Éric Caruso : Shaï Ahmès
- Gérard Watkins : Stéphane Ferran
- Peter Hudson : Alan Bates
- Nancy Tate : Marianne Dalème
- Thierry Gimenez : Métivier
- Marc Citti : Régis Lepetit
- Luis Marques : Frédéric Dalème
- Éric Prat : Santamaria
- Aleksandra Yermak : Florence Portier
- Ralph Amoussou : Jackson Odhiambo
- David Pujadas : lui-même
- Vincent Pannetier : Le garde républicain
- Benjamin Boyer : Patrice
- Tella Kpomahou : Stacy

## Lieux de tournage
- Paris
  - 7e arrondissement : Champ-de-Mars